# Piegan
Piegan (Peigan, Piikani) /iz pikuni =  'ljudje s slabo oblečenimi oblačili' /, eno od treh plemen konfederacije Blackfoot, ki so živela na prerijah na meji med Montano in Alberto. Drugi dve plemeni konfederacije Kainah ali Blood in Siksika, jezikovna družina Algonquian.
Po Grinnellu so jih sestavljale skupine: Ahahpitape, Ahkaiyikokakiniks, Apikaiyiks, Esksinaitupiks, Inuksikahkopwaiks, Inuksiks, Ipoximaiks, Kahmitaiks, Kiyis, Kutaiimiks, Kutaisotsiman, Miahwahpitsiks, Miawkinaiyiks, Mokumiks, Motahtosiks, Motwainaiks, Nitakoskitsipupiks, Nitawyiks, Nitikskiks, Nitotsiksistaniks, Sikokitsimiks, Sikopoximaiks, Sikutsipumaiks in Tsiniksistsoyiks. Hayden (1862) omenja tudi skupino Susksoyikov.
Piegani so bili pravo pleme prerijskih, ki je živelo skoraj izključno od bizonov. Uničenje te živali je povzročilo, da so mnogi umrli zaradi stradanja.
Leta 1858 je bilo število Pieganov v ZDA 3700. Tri leta pozneje je Hayden ocenil njihovo število na 2520. Leta 1906 jih je bilo v agenciji Blackfoot v Montani 2072, v agenciji Piegan v Alberti v Kanadi pa 493. V Kanadi se zdaj imenujejo Severni Piikani, v Montani pa Južni Peigan.